# Belfort van Nieuwpoort
Het Belfort van Nieuwpoort is een belforttoren in de Belgische stad Nieuwpoort. De 35 meter hoge toren is gebouwd aan de Graanhalle of Stadshalle. Het is een van de 56 belforten in België en Frankrijk die tot werelderfgoed van de UNESCO verklaard zijn.
Het belfort is opgevat als gedeeltelijke uitbouw van de voorgevel van het gebouw. Het torent uit boven de rechthoekige hal van 14e-eeuwse oorsprong die behoort tot de grensoverschrijdende baksteengotiek. Tijdens de Eerste Wereldoorlog is de toren gedynamiteerd en de halle, samen met de hele stad, bijna volledig verwoest. In 1921-1923 zijn het belfort en de halle naar historisch model gereconstrueerd. De bekroning is nu uitgewerkt waardoor het belfort meer aanleunt bij de streekeigen kerktorens. De halle heeft hetzelfde uiterlijk als de eerste die vermoedelijk in 1280 werd gebouwd in laatgotische stijl.